# نهر سانت كروا
نهر سانت كروا هو نهر يقع في شمال شرق أمريكا الشمالية. التي تشكل جزءًا من الحدود بين كندا والولايات المتحدة بين ولاية مين (الولايات المتحدة) ونيو برونزويك (كندا). يرتفع النهر في بحيرات شيبوتنيتيكوك ويتدفق جنوبًا وجنوب شرقًا بين كاليه وسانت ستيفن. تصرف في خليج فندي.